# Hòa Sơn, Hiệp Hòa
Hòa Sơn là một xã thuộc huyện Hiệp Hòa, tỉnh Bắc Giang, Việt Nam.

## Địa lý
Xã Hòa Sơn có vị trí địa lý: 
- Phía đông giáp xã Thái Sơn và xã Hùng Sơn
- Phía tây và phía nam giáp xã Quang Minh
- Phía bắc giáp tỉnh Thái Nguyên.

Xã Hòa Sơn có diện tích 4,95 km², dân số năm 2023 là 7.023 người, mật độ dân số đạt 1.418 người/km².

## Hành chính
Hòa Sơn gồm được chia thành 4 thôn 15 xóm

## Văn hóa
Trên địa bàn xã Hòa Sơn còn có di tích lịch sử Chùa Y Sơn cùng với sự tích Đức Thánh Hùng Linh Công. Lễ hội chùa được tổ chức vào các ngày 14, 15, 16 thánh Giêng âm lịch.